# Жолкурилис
Жолкурили́с (каз. Жолқұрылысы) — село у складі Тарбагатайського району Східноказахстанської області Казахстану. Входить до складу Карасуського сільського округу.
Населення — 31 особа (2021; 81 у 2009, 86 у 1999, 85 у 1989).
Національний склад станом на 1989 рік:
- казахи — 100 %

Станом на 1989 рік село називалось Доручасток.